# Randall Azofeifa
Randall Azofeifa Corrales (San José, 30 de dezembro de 1984), é um ex-futebolista costarriquenho que atuava como meio-campo.
Azofeifa disputou a Copa do Mundo FIFA de 2006 pela sua pátria, que no entanto amargou a desclassificação na primeira fase.